# Брежнєва Галина Леонідівна
Гали́на Леонідівна Бре́жнєва (18 квітня 1929, Свердловск, СРСР — 29 червня 1998, Добриниха, Московська область, Росія) — дочка Генерального секретаря ЦК КПСС Леоніда Брежнєва. Набула скандальної популярності завдяки своєму ексцентричному і норовливому характеру, що не висвітлювали ЗМІ, але активно обговорювалося у суспільстві.

## Біографія
Галина Брежнєва народилася 18 квітня 1929 року у Свердловську. Батько — Леонід Ілліч Брежнєв (1906—1982), в той час був заступником голови Бісертського райвиконкому Уральської області; мати — Вікторія Петрівна Брежнєва (до шлюбу Денисова) (1907—1995).
У Галини був молодший брат Юрій (1933—2013). У дитинстві та юнацтві багато подорожувала по місцям виконання обов'язків батька, хотіла стати акторкою, планувала вступати в Москві на акторський факультет, але батько заборонив їй навіть думати про артистичну кар'єру. Навчалася на літературному (філологічному) факультеті Орехово-Зуєвского педагогічного інституту. Коли батько став працювати у Молдавії, Галина перевелась на філологічний факультет Кишинівського державного університету, однак мало цікавилась наукою і педагогікою, а у 1951 році кинула університет, виїхавши з Кишинева разом з майбутнім чоловіком Євгеном Мілаєвим.
За роки свого життя Галина Бренєва працювала костюмеркою у цирку, у агентстві друку «Новини», у архівному управлінні МІД СРСР у рангу радниці-посланниця, у Московському державному університеті ім. Михайла Ломоносова.

## Особисте життя
Галина Брежнєва була одружена три рази і мала кілька романів.

### Євген Мілаєв
Першим чоловіком став артист цирку акробат-силач Євген Мілаєв. Вони зустрілися у 1951 році, коли Мілаєв з цирком був на гастролях у Кишиневі. Євген був старшим за Галину на 20 років, мав двох дітей-близнюків 1948 року народження, мати яких померла при пологах. Галина займалася домашнім господарством і їздила з чоловіком по гастролях, працюючи в його номері костюмеркою.

Шлюб, який тривав 10 років, розпався через зраду чоловіка з молодою артисткою цирку. Сам Мілаєв зробив стрімку кар'єру за час шлюбу з Брежнєвою — від еквілібриста до Героя Соціалістичної Праці і директора Московського цирку. Зрозумівши, що втратив Галину назавжди, Євген Мілаєв подав запізнілу скаргу Брежнєву.
|  | Мілаєв Галю обожнював, буквально носив її на руках, робив шикарні подарунки, обсипав діамантами, подарував соболину шубу. І вона на це заслуговувала. Галя була прекрасною дружиною, господаркою, чудово готувала. Більш того, прийняла дітей Мілаєва, Сашка та Наталку.Оригінальний текст (рос.) Милаев Галю боготворил, буквально носил её на руках, делал шикарные подарки, осыпал бриллиантами, подарил соболью шубу. И она этого заслуживала. Галя была прекрасной женой, хозяйкой, великолепно готовила. Более того, приняла детей Милаева, Сашу и Наташу |

В шлюбі народила дочку — Вікторію Євгенівну Мілаєву (Філіппову в другому шлюбі з Геннадієм Варакутою) (1952—2018). Внучка (дочка Вікторії від першого шлюбу) — Галина Філіппова (нар. 1973), була одружена з інженером Олегом Дубінським. Правнуків у Галини Брежнєвої не було.
Прийомні діти Галини (діти Євгена Мілаєва від першого шлюбу) — Олександр і Наталія Мілаєви. Все життя працювали у цирку, у тому числі і у номері батька «Еквілібристи на ножних сходах».

### Ігор Кіо
У 1962 році 33-річна Галина Брежнєва почала бурхливий роман з 18-річним ілюзіоністом Ігорем Кіо. Прийнявши його шлюбну пропозицію, офіційно розлучилася з Мілаєвим і поставила батька перед фактом запискою: «Тату, я закохалася. Йому 25», і поїхала з молодим чоловіком в Сочі.
|            | Вона була просто жінкою, доброю матір'ю, дружиною, господаркою. У цьому було її призначення.Оригінальний текст (рос.) Она была просто женщиной, хорошей матерью, женой, хозяйкой. В этом было её предназначение. |
| — Ігор Кіо | |

Вчинок викликав гнів батька. Він відправив за парою співробітників органів держбезпеки, які доставили Галину в Москву, а у Кіо забрали паспорт. Пізніше йому повернули новий паспорт, без позначки про шлюб. Офіційно вони були одружені лише 10 днів. Розлучення не заважало Галині зустрічатися з Ігорем Кіо, і їх стосунки тривали ще близько трьох років — вона їздила до нього на гастролі, де вони зустрічалися в готелях, в Москві проводили час на квартирах друзів. Зустрічі рідшали і зійшли нанівець, коли батько Брежнєвої став генеральним секретарем ЦК КПРС.

### Юрій Чурбанов
У січні 1971 року у час однієї з вечірок в ресторані Московського будинку архітектора 41-річна Брежнєва познайомилася з красивим військовим — 34-річним майором внутрішньої служби Юрієм Чурбановим.
Після тижня бурхливого роману Галина познайомила обранця з батьком. Йому, втомленому від особистого життя дочки, Чурбанов сподобався. Він розлучився з дружиною і одружився з Брежнєвою.
Після цього шлюбу кар'єра Юрія Чурбанова різко пішла вгору. Він в короткий термін став заступником Міністра внутрішніх справ СРСР (генерал-лейтенантом), а потім першим заступником (генерал-полковником) Міністра внутрішніх справ СРСР. Шлюб офіційно тривав 20 років.
Після арешту і суду, коли Чурбанов знаходився в місцях позбавлення волі, Галина Брежнєва подала на розлучення і поділ майна, що і було зроблено в 1991 році. У суді вона довела, що велика частина майна, конфіскована у Юрія Чурбанова за рішенням суду, або належала їй до шлюбу, або була подарунками та спадщиною батька. Їй повернули автомобіль «Мерседес», антикварні меблі, люстри, колекцію зброї, колекцію з опудал тварин.

### Романи
Галина Брежнєва за життя мала кілька романів, які широко обговорювалися в суспільстві. У неї був зв'язок з журналістом газети «Радянська культура» Олегом Широковим, журналістом Олександром Авдєєнко.
Відзначають також зв'язок Галини Брежнєвої з артистом балету Марісом Лієпою. Коли Галина приходила на його виступи, в залі на її місці завжди лежали шикарні квіти. Маріс був одружений і обіцяв Галині, що кине сім'ю заради неї. Вона допомагала йому в кар'єрі і чекала. Так тривало близько п'яти років. В результаті терпіння її скінчилося і вони розлучилися.
Найбільш скандальним вважається зв'язок Брежнєвої з циганським актором і співаком Борисом Буряце (1946—1987). Цей роман виник у той час, коли вона була одружена з Чурбановим і мала за 50 років. Буряце швидко перетворився з артиста театру «Ромен» в соліста Большого театру. Після зникнення діамантів з квартири артистки Ірини Бугримової в грудні 1981 року його намагалися звинуватити в причетності до крадіжки і викрити в торгівлі краденими коштовностями. Причетність Буряце до крадіжки довести не вдалося, але його засудили, не без участі Чурбанова, за спекуляцію на п'ять років позбавлення волі, знайшовши в його квартирі кілька шуб. Всі спроби Брежнєвої заступитися за Буряце не увінчалися успіхом.

## Останні роки
Після смерті Леоніда Брежнєва в 1982 році, за часів правління Ю. В. Андропова, Галина Брежнєва фактично опинилася під домашнім арештом на своїй підмосковній дачі. Водночас, потрапивши у немилість за нової влади, за часів правління Горбачова зуміла виграти судовий процес проти держави, яка намагалася конфіскувати її дачу, машину та інші подарунки батька.
Після смерті батька стала зловживати алкоголем. Померла Галина Леонідівна Брежнєва від інсульту в селі Добриніха Домодедовского району Московської області, в психіатричній лікарні № 2 ім. О. В. Кербикова 29 червня 1998 року під час проходження курсу лікування від хронічного алкоголізму. Похована на Новодівичому кладовищі, поруч з матір'ю Вікторією Петрівною.

## У культурі і мистецтві

### Кіновтілення
- Серіал «Червона площа» (2004) — Людмила Нільська.
- Серіал «Галина» (2008) — Людмила Нільська.
- Серіал «Мисливці за діамантами» (2011) — Марія Аронова.
- Серіал «Справа гастроному № 1» (2011) — Маргарита Шубіна.
- Серіал «Маргарита Назарова» (2015) — Дарія Юрська.

### Відео
- Документальный фильм Л. Млечина «Галина Брежнева. Изгнание из рая» на YouTube Млечина "Галина Брежнєва. [Архівовано 21 травня 2016 у Wayback Machine.] Вигнання з раю " [Архівовано 21 травня 2016 у Wayback Machine.]
- Документальный фильм А. Пиманова «Галина Брежнева» на YouTube Піманова «Галина Брежнєва» [Архівовано 7 березня 2016 у Wayback Machine.]